# Đại dịch COVID-19 tại Somalia
Bài viết này ghi lại các tác động của đại dịch COVID-19 ở Somalia, và có thể không bao gồm tất cả các phản ứng và biện pháp chính hiện thời.

## Dòng thời gian
Vào ngày 16 tháng 3, trường hợp đầu tiên ở Somalia đã được xác nhận. Bộ Y tế của Somalia báo cáo rằng một công dân Somalia đó trở về từ Trung Quốc.
Tính đến ngày 30 tháng 11 năm 2023, Somalia ghi nhận 27,334 trường hợp nhiễm COVID-19 và 1,361 trường hợp tử vong.